# Thordis Arnold
Thordis Arnold (* 23. März 1991 in Meinerzhagen) ist eine deutsche Crosslauf-Sommerbiathletin, Mittel- und Langstreckenläuferin.

## Leben
Thordis Arnold lebt und studiert zurzeit in Kassel und startet für die SG Falkenhorst Forstenried. Sie ist die erfolgreichste deutsche Juniorin im Sommerbiathlon gegen Ende des ersten Jahrzehnts des 21. Jahrhunderts. Sie gewann bei nationalen Juniorenmeisterschaften viele Titel und vertrat Deutschland auch bei anderen Rennen, etwa im IB-Sommercup, erfolgreich. Bei den Juniorenrennen der Sommerbiathlon-Weltmeisterschaften 2008 in Haute-Maurienne belegte sie im Sprint und der Verfolgung sechste Plätze. In Oberhof wurde sie im Jahr darauf 27. des Sprints und 23. der Verfolgung. Die Sommerbiathlon-Europameisterschaften 2010 in Osrblie brachten die Plätze 30 im Sprint, im Verfolgungsrennen konnte sie sich auf den 14. Platz verbessern und mit Lena Schäfer, Hendrik Redeker und Niklas Heyser Sechste im Staffelrennen werden. Bei den Sommerbiathlon-Europameisterschaften 2011 in Martell startete Arnold zunächst bei den Juniorinnen und wurde sowohl im Sprint wie auch der Verfolgung hinter Jekaterina Smirnowa Vizeeuropameisterin. Für das Mixed-Staffelrennen wurde sie für die Leistungsklasse nominiert.
Bei den Deutschen Meisterschaften im Sommerbiathlon 2010 in Zinnwald gewann Arnold mit Kyra Hohage und Stefanie Bösinghaus als Vertretung Westfalens im Staffelrennen mit dem Luftgewehr ihren ersten Titel bei den Frauen im Leistungsbereich. Bei der Sommer-EM in Martell lief sie mit der Mixed-Staffel ihr erstes Rennen im Leistungsbereich bei einer internationalen Meisterschaft und verpasste mit Judith Wagner, Marcel Bräutigam und Steffen Jabin als Viertplatzierte um einen Rang eine Medaille.

## Persönliche Bestzeiten
- 800 m: 2:20,98, 26. April 2017, Hofgeismar
- 1500 m: 4:43,91, 4. Juni 2016, Kassel
- Meilenlauf: 5:20,87, 22. Juli 2015, Osterode am Harz[5]
- 3000 m: 10:17,29, 31. Mai 2016, Osterode am Harz
- 5000 m: 17:38,49, 25. Mai 2016, Koblenz[6]